# 鹤兴街道
鹤兴街道，是中华人民共和国黑龙江省鹤岗市东山区下辖的一个乡镇级行政单位。

## 行政区划
鹤兴街道下辖以下地区：
三星社区、鹤翔社区和大杨树社区。